# Japan Center
Il Japan Center è un grattacielo situato nel distretto di Innenstadt di Francoforte sul Meno, in Germania. La torre, utilizzata per ospitare degli uffici, è alta 115 metri con 27 piani ed è stata completata nel 1996.